# Hyperolius endjami
Hyperolius endjami is een kikker uit de familie van de rietkikkers (Hyperoliidae). De soort werd voor het eerst wetenschappelijk beschreven door Jean-Louis Amiet in 1980. De soortaanduiding is een eerbetoon aan Mathieu Endjam, die jarenlang chauffeur was van Jean-Louis Amiet bij zijn reizen door Kameroen.
Het is een middelgrote kikker; de lichaamslengte van het holotype is 22 millimeter. De wijfjes zijn wat groter dan de mannetjes. De kop is vrij groot in vergelijking met het lichaam.
De soort is enkel gekend uit enkele gebieden in het zuidwesten van Kameroen. Haar habitat, dicht primair en secundair woud, wordt bedreigd door ontbossing, landbouw en menselijke nederzettingen.